# Joachim Roick
Joachim Roick (* 17. April 1923 in Weißwasser) ist ein ehemaliger deutscher Unternehmer und Funktionär der DDR-Blockpartei LDPD.

## Leben
Zum 30. September 1940 trat Roick in die SS ein. Er wurde im Laufe des Zweiten Weltkrieges Angehöriger der SS-Totenkopf-Reiterstandarte Lublin und später der 1. SS-Panzer-Division Leibstandarte SS Adolf Hitler. 1941 erfolgte seine Beförderung zum SS-Sturmmann und zum 12. September 1942 zum SS-Unterscharführer. Er hatte die SS-Junkerschule Braunschweig besucht.
Nach dem Zweiten Weltkrieg trat Roick der LDP (später umbenannt in LDPD) bei und übernahm als Inhaber die Lausitzer Spiegelfabrik KG in Weißwasser. Er wurde Mitglied des Kreis- und des Bezirksvorstandes Cottbus der LDP und kandidierte im Jahr 1958 für seine Partei als Volkskammer-Abgeordneter. Aufgrund seiner damals bekannt gewordenen NS-Vergangenheit wurde die Kandidatur allerdings zurückgezogen.